# Seio bom, seio mau

## Conceito
“Seio bom, seio mau” é um termo utilizado pela psicanalista Melanie Klein para descrever um objeto parcial arcaico da fantasia do EU, qualificado a partir do princípio de prazer.  Esses objetos são o resultado de uma série de processos inconscientes e são um indicativo do desenvolvimento psicossexual do sujeito, e concomitantemente de sua estrutura psíquica.
Melanie Klein foi a primeira psicanalista a analisar crianças muito pequenas através do método do brincar, com idade entre 18 e 36 meses de vida. A partir da análise dessas crianças Melanie Klein observou que elas tendiam a ver o mundo em branco e preto – ou bom, ou mau. Aprofundando sua análise desse tipo de paciente, notou que quanto maior era essa divisão entre bom e mau na fantasia da criança, mais complexa era a psicopatologia envolvida.
A evolução desse conceito levou Melanie Klein a desenvolver a teoria da posição depressiva, onde entre outros processos, esse objeto clivado tenderia a síntese, sendo percebido então “bom e mau”, em contraste ao estádio anterior “bom ou mau”.
O seio representa o primeiro objeto de desejo, sendo o pênis o segundo objeto de desejo conforme descrito por Freud na terceira parte dos “Três ensaios da sexualidade”. Melanie Klein segue Freud nesse sentido, e utiliza então o termo “seio bom e seio mau”.

## Objeto parcial
Um outro termo muito próximo é o de objeto parcial. O objeto parcial é um conceito interligado ao de desenvolvimento psicossexual. Para cada fase do desenvolvimento, um objeto é elegido como alvo da libido. Na fase oral é o seio, na fase anal o ânus e a uretra, na fase fálica os genitais, e na fase genital a relação se dá entre pessoas totais. 
A diferença entre esses conceitos reside que “seio bom, seio mau” possui um aspecto qualitativo, enquanto que o de objeto parcial apresenta um aspecto descritivo, não sendo portanto, termos intercambiáveis.

## Psicopatologia
Do ponto de vista da psicopatologia das relações objetais pode-se distinguir três quadros a partir do conceito de “seio bom, seio mau”.
a)	Uma não clivagem inicial entre bom e mau, o que poderia acarretar em transtornos esquizóides, bem como quadros de histeria de base narcísica;
b)	Uma excessiva clivagem o que poderia resultar em quadros paranóicos ou neuróticos obssessivos;
c)	Uma tendência a síntese típica dos quadros neuróticos.